# بوستان ساحلی لیان
 بوستان ساحلی لیان نام بوستانی در ساحل شهر بوشهر مرکز استان بوشهر است.   